# John Fashanu
John Fashanu, född 18 september 1962, är en engelsk före detta professionell fotbollsspelare av nigerianskt och guyanskt ursprung.
Han är mest känd för sina år i Wimbledon FC mellan 1986 och 1994, den mest framgångsrika perioden i klubbens historia. Under den här perioden var han en av klubbens mest namnkunniga profiler. Fashanu var tillsammans med bland andra Vinnie Jones, Dave Beasant, Dennis Wise och Terry Gibson en del av den grupp av Wimbledon-spelare som har gått till historien som The Crazy Gang, ett smeknamn man fick på grund av sitt mycket aggressiva och fysiska spel. Under sin tid i Wimbledon var han även med om att vinna FA-Cupen 1988, den främsta meriten under hans karriär.
John Fashanu är yngre bror till fotbollsspelaren Justin Fashanu.